# World Olympians Association
La World Olympians Association è l'Associazione sportiva internazionale che riunisce gli Olimpionici di tutto il mondo allo scopo di promuovere e rafforzare gli ideali del Movimento Olimpico.
La WOA italiana è rappresentata dall'Associazione Nazionale Atleti Olimpici e Azzurri d'Italia (ANAOAI).